# 胡伊蒂寧

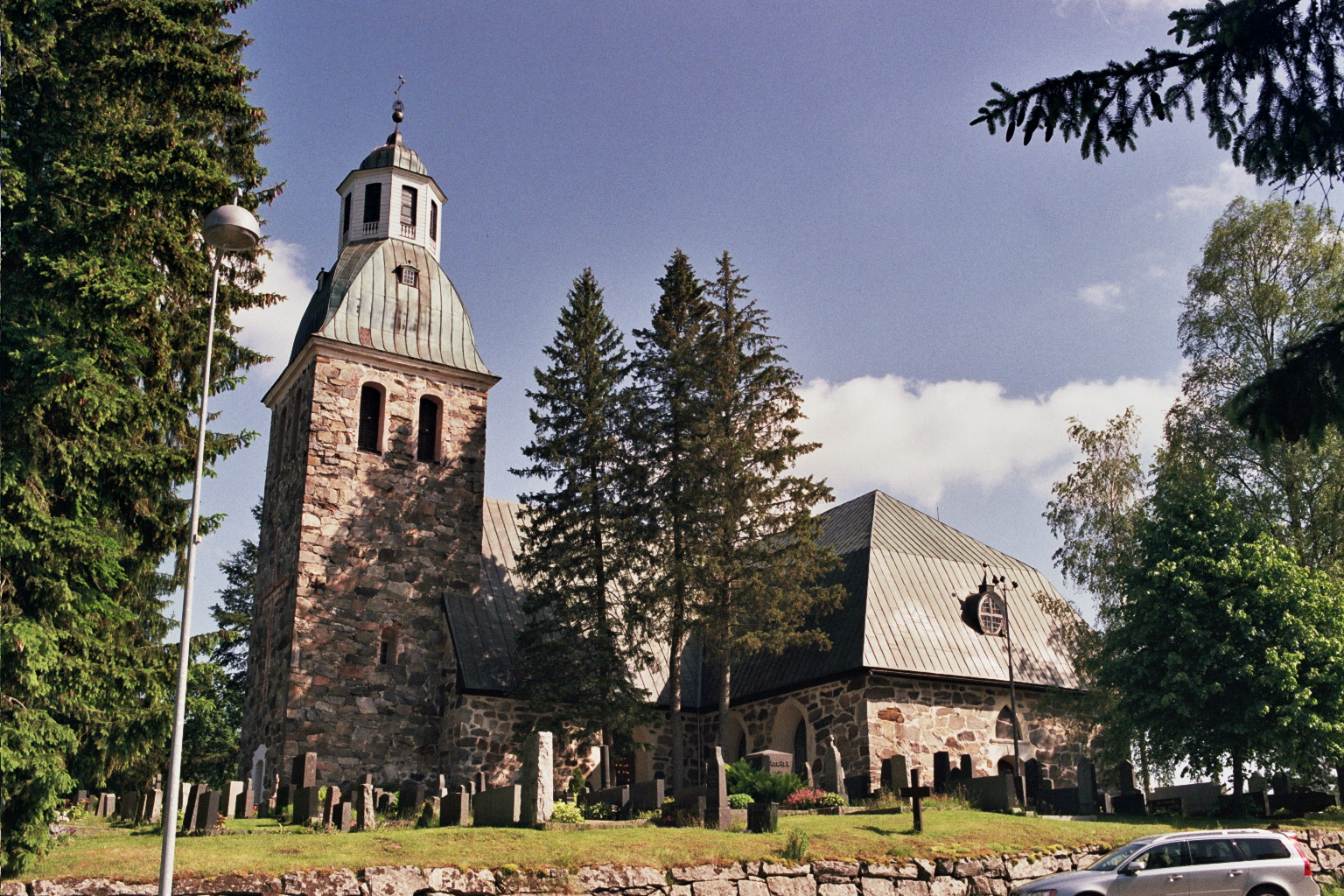
胡伊蒂寧教堂

胡伊蒂寧（芬蘭語：Huittinen）是芬蘭的市鎮，位於該國南部，在薩塔昆塔區内，始建於1865年，面積539.59平方公里，2012年人口10,659，其中約98%居民的母語是芬蘭語。

## 外部連結
- 胡伊蒂寧市官方网站 （页面存档备份，存于） （文）